# Jørgen Aall (1771–1833)

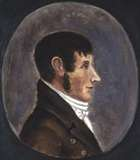
Jørgen Aall.

Jørgen Aall, född den 22 februari 1771, död den 7 april 1833, var en norsk affärsman, bror till Niels och Jacob Aall.
Aall slog sig 1796 ner som grosshandlare i Porsgrunn, men gjorde genom konfiskation och dåliga konjunkturer så stora förluster, att han måste lägga ned sin affär. Som medlem av riksförsamlingen i Eidsvold 1814 och av det första stortinget samma år förde han en dagbok, som utgivits av Yngvar Nielsen (i Bidrag til Norges Historie i 1814, 1882–86).